# Адагумский гольян
Адагумский гольян (лат. Phoxinus adagumicus) — вид лучеперых рыб рода Phoxinus, узкоареальный эндемик Западного Кавказа.

## Описание

### Общее описание и отличия
Небольшая рыба размером до 6 см. Имеет цилиндрическое тело. Спинной плавник с 3 (иногда 2, реже 4) жесткими и 7½ ветвистыми лучами. Анальный плавник с 3 жесткими и 7½ (реже 6½) ветвистыми лучами. В грудном плавнике 14-18 лучей, часто 16-17. Брюшной плавник с 8 лучами (реже с 7 или 9). Хвостовой плавник с 19 лучами (иногда 18, реже 20). От остальных видов рода отличается преобладанием однорядных глоточных зубов с формулой 5-4. От ближайших географических видов, обитающих в Крымском полуострове (Phoxinus chrysoprasius) и Кавказе (Phoxinus colchicus) отличается уменьшенным количеством рядов чешуй на участках под грудными плавниками (breast patches) — 3-9 (в среднем 6.1), 3-6 типом очешуения груди и живота (scalation on breast and belly), уменьшенным числом рядов чешуй ниже боковой линии (между боковой линией и первым неразветвленным лучом анального плавника) — 8-14 (в среднем 11.8), более низкой и удлиненной головой.

### Половой диморфизм
Помимо классических половых признаков гольянов рода Phoxinus (более узких грудных плавников и менее яркой окраски у самок), самки нового вида обычно имеют более короткие анальный и брюшные плавники и меньший диаметр глаз по отношению к длине головы.

## Распространение
Эндемичный вид, обитающий на Северо-Западном Кавказе в бассейне реки Адагум, притока Кубани. Имеет довольно ограниченный ареал: расстояние между наиболее отдаленными известными местонахождениями составляет всего 55 км. Вид обнаружен только в небольших ручьях, расположенных в горных и предгорных районах — в зоне шириной около 15-20 км вдоль северного склона западной части Главного Кавказского хребта.

## Филогенетическое положение
Анализ митохондриальной ДНК показывает что Phoxinus adagumicus представляет одно из самых ранних ответвлений от остальных европейских гольянов рода Phoxinus, что предполагает его реликтовый статус. Вид имеет наименьшее генетическое расстояние до Phoxinus cf. morella из бассейнов Северного и Балтийского морей и прилегающих верховьев Дуная, а также к Phoxinus marsilii из бассейна Дуная и рек бассейна Балтийского моря.